# Aphantopus centrifera
Aphantopus centrifera är en fjärilsart som beskrevs av Adalbert Seitz 1908. Aphantopus centrifera ingår i släktet Aphantopus och familjen praktfjärilar. Inga underarter finns listade i Catalogue of Life.